# إريتويا
إريتويا بلدية في ولاية بارا في المنطقة الشمالية من البرازيل.